# Pleuger Flugdienst
Der Pleuger Flugdienst (eigentlich Pleuger Flugbetriebsgesellschaft mit beschränkter Haftung, im Außenauftritt auch Pleuger Flug) war eine deutsche Fluggesellschaft mit Sitz in Stuttgart.

## Geschichte und Flugziele
Der Pleuger Flugdienst wurde am 2. Juli 1973 gegründet und war eingangs vornehmlich im Charterflug aktiv.
Zum Ende des Jahres 1975 traf man bei der DLT die Entscheidung, alle eigenen Flüge ab Friedrichshafen einzustellen. Die Strecken, die zuletzt mit Flugzeugen des Typs Twin Otter bedient worden waren, hatten sich, trotz lukrativer Verträge mit ortsansässigen Unternehmen nicht auf ein wirtschaftlich vertretbares Niveau bringen lassen. Seitens des Flughafens fürchtete man nun aber einen dauerhaften Rückgang von Fluggästen, sodass man Kontakt zum Pleuger Flugdienst aufnahm. Wieder garantierten die örtlichen Unternehmen eine Abnahme von Sitzplätzen im Wert von 740.000 DM und so stieg die Gesellschaft zum 12. Januar 1976 mit zwei werktäglichen Flügen von Friedrichshafen nach Stuttgart und Zürich in das Liniengeschäft ein. Zum Einsatz kamen diesmal zwei Piper PA-31. Auch der Einsatz einer 15-sitzigen Beech 99 war angedacht, verzögerte sich jedoch wegen Problemen mit der Zulassung bis August 1976. Neben den örtlichen Unternehmen, die mittlerweile eine Sitzplatzabnahme im Wert von 768.000 DM garantierten, subventionierte das Land Baden-Württemberg den Linienbetrieb des Pleuger Flugdienstes sowohl im Jahr 1976 als auch 1977 mit einer Summe von 250.000 DM.
Trotz erster Liquiditätsschwierigkeiten erhöhte die Gesellschaft zur Mitte des Jahres 1977 ihre Frequenz auf der Strecke Friedrichshafen – Zürich mit einem zusätzlichen Mittagsflug auf dreimal täglich. Doch weitere finanzielle Probleme, die sich auch in mangelndem Erfolg des noch zusätzlich betriebenen Chartergeschäfts begründet sahen, führten schließlich zur Einstellung des Linienbetriebes im Frühjahr 1978. Die Beech 99 wurde an die DLT zwecks Linderung der dort herrschenden Flottenprobleme verkauft. Die ehemaligen Strecken wurden anschließend von Delta Air, der späteren dba, übernommen und der Pleuger Flugdienst von Contact Air akquiriert.

## Flotte

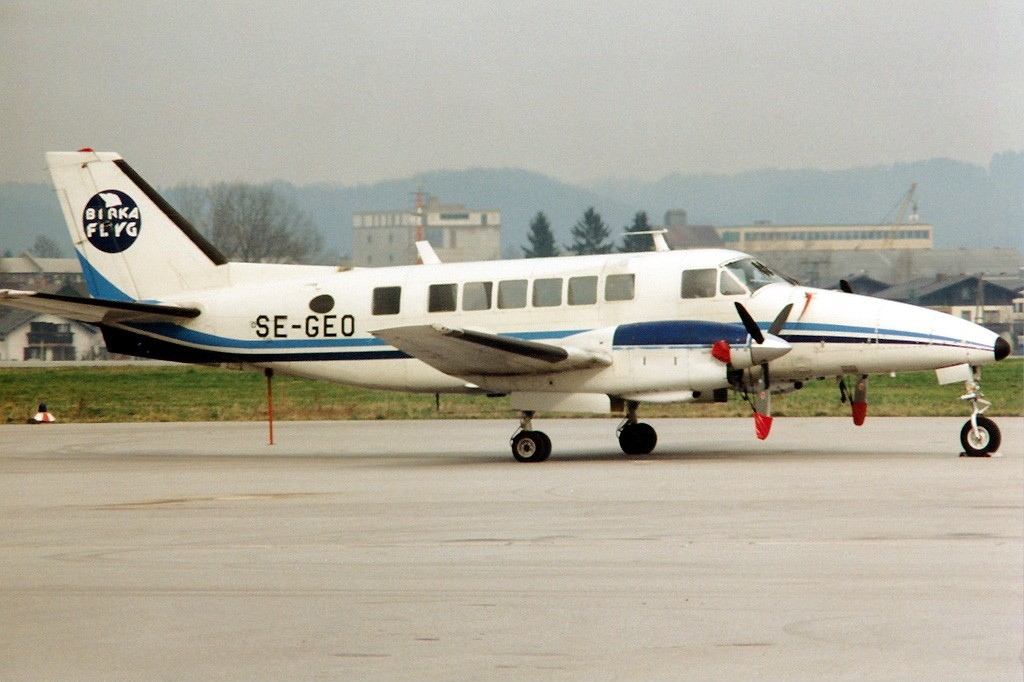
Ehemalige Beech 99 des Pleuger Flugdienstes – rund 10 Jahre nach Einstellung des Betriebs – im Einsatz für die schwedische Birka Flyg

Im Frühjahr 1977 setzte sich die Flotte des Pleuger Flugdienstes aus vier Flugzeugen zusammen:
| Flugzeugtyp            | Anzahl | Luftfahrzeugkennzeichen |
| ---------------------- | ------ | ----------------------- |
| Piper PA-31            | 1      | D-IDXQ                  |
| Piper PA-31-350        | 1      | D-IBPL                  |
| Piper PA-31-T Cheyenne | 1      | D-IJET                  |
| Beechcraft Model 99    | 1      | D-IBPF                  |
| Gesamt                 | 4      |                         |